# سياسة الباب المفتوح للناتو
في سياق توسع الناتو، فإن المادة 10 من معاهدة شمال الأطلسي هي أصل بيان أبريل 1999 لـ «سياسة الباب المفتوح للناتو».

## التاريخ
عندما تم توسيع الناتو ليشمل إستونيا ولاتفيا وليتوانيا وبلغاريا ورومانيا وسلوفاكيا في 29 مارس 2004، استعد الرئيس الأمريكي جورج دبليو بوش لمزيد من التوسع في الحلف. وقال خلال حفل الترحيب الذي أقيم في نفس اليوم:
| « | سيبقى باب الناتو مفتوحًا حتى تتحد أوروبا بأكملها في الحرية والسلام | » |

أعاد بيان قمة بوخارست الصادر في أبريل 2008 تأكيد التزام حلفاء الناتو «بالحفاظ على باب الناتو مفتوحًا أمام أي ديمقراطية أوروبية مستعدة وقادرة على تحمل مسؤوليات والتزامات العضوية، وفقًا للمادة 10 من معاهدة واشنطن». في تلك القمة، تمت دعوة أوكرانيا للانضمام إلى الحلف.
في 2 ديسمبر 2015، في «بيان وزراء خارجية الناتو حول سياسة الباب المفتوح» تمت دعوة الجبل الأسود للانضمام إلى الحلف، وشجع الموقعون «جورجيا على مواصلة الاستفادة الكاملة من جميع الفرص للاقتراب من الحلف». لقد ظلوا «ملتزمين بسياسة الباب المفتوح، وهو مبدأ تأسيسي لمعاهدة واشنطن» وشجعوا «الشركاء على الاستمرار في تنفيذ الإصلاحات والقرارات اللازمة للتحضير للعضوية»، بينما «سيواصلون تقديم الدعم السياسي والعملي لجهود الشركاء».
في نهاية نوفمبر 2020، أصبح معروفًا أن قمة الناتو في عام 2021 ستنظر في العودة إلى «سياسة الباب المفتوح للناتو»، بما في ذلك مسألة تزويد جورجيا بخطة عمل العضوية.
في 9 فبراير 2021، صرح رئيس وزراء أوكرانيا، دنيس شميكال، أنه يأمل أن تتمكن أوكرانيا من تلقي خطة عمل لعضوية الناتو في نفس الوقت مثل جورجيا. وردا على ذلك، أكد الأمين العام للناتو خلال زيارة شميكال لبروكسل أن أوكرانيا مرشحة لعضوية الناتو.
في 7 يناير 2022، قبل الاجتماع الثنائي مع روسيا، قال الأمين العام لحلف الناتو ينس ستولتنبرغ إن «التعزيز العسكري الروسي غير المبرر في أوكرانيا وحولها» له تداعيات خطيرة على الأمن والاستقرار الأوروبيين وأن القوات الروسية تعمل فقط على تعزيز حبل المشنقة حول أوكرانيا. وقال مسؤول أوكراني في ذلك الوقت إنه «لا ينبغي أن يكون هناك أي حل وسط مع روسيا. . . إنهم يعترفون بالقوة فقط. الضعف سوف يستفزهم. . . يجب على الناتو أن يُظهر أن الأبواب مفتوحة وأن الوعود محفوظة». قال ستولتنبرغ إن «الحشد العسكري الروسي لم يتوقف. ومستمر و[يتعزز] تدريجياً بمزيد من القوات والقدرات». كان ستولتنبرغ واضحًا في أن الحلف لن يستجيب لمطلب روسيا بسحب دعوة أوكرانيا وجورجيا للانضمام إلى الناتو - أو لأي دولة لاتباع المسار الذي تختاره.
في 28 يناير 2022، نشرت كلية الحقوق بجامعة نيويورك مقال رأي كشف فيه المؤلف أنه في مسودتين لمعاهدة 2021 بين الناتو وروسيا، «ألقت موسكو عبء تجنب صراع موسع في أوكرانيا على الغرب على نطاق واسع، حلف شمال الأطلسي على وجه الخصوص، والولايات المتحدة على وجه التحديد. من بين الشروط الأخرى، أصرت موسكو على إغلاق باب الناتو المفتوح أمام الأعضاء الجدد».
في أعقاب الغزو الروسي لأوكرانيا في 24 فبراير 2022، عقد رؤساء دول الناتو الثلاثين اجتماعًا في 24 مارس في بروكسل وكانت إحدى النتائج عبارة عن بيان نصه جزئيًا:
| « | لقد تم فرض عقوبات ضخمة وتكاليف سياسية باهظة على روسيا لإنهاء هذه الحرب. نظل مصممين على مواصلة الضغط الدولي المنسق على روسيا ... نظل ملتزمين بالمبادئ الأساسية التي تقوم عليها أوروبا والأمن العالمي، بما في ذلك أن لكل دولة الحق في اختيار الترتيبات الأمنية الخاصة بها دون تدخل خارجي. نعيد تأكيد التزامنا بسياسة الباب المفتوح لحلف الناتو بموجب المادة 10 من معاهدة واشنطن ... سنواصل اتخاذ جميع الخطوات اللازمة لحماية والدفاع عن أمن الحلفاء وكل شبر من أراضي الحلفاء ... نقوم أيضًا بإنشاء أربع مجموعات قتالية إضافية متعددة الجنسيات في بلغاريا والمجر ورومانيا وسلوفاكيا ... اختيار الرئيس بوتين لمهاجمة أوكرانيا خطأ استراتيجي، وله عواقب وخيمة أيضًا على روسيا والشعب الروسي. | » |